# Philip Toynbee
Theodore Philip Toynbee, född 25 juni 1916 i Oxford, England, död 15 juni 1981 i St. Briavels, Gloucestershire, var en engelsk litteraturkritiker och romanförfattare.

## Biografi
Toynbee var son till historikern Arnold J. Toynbee, och hans morfar var Gilbert Murray. Han utbildades på Rugby School, där han blev rebell och reagerade mot det offentliga skolväsendet. Inspirerad av Esmond Romilly, senare en nära vän, lämnade han skolan och återvände efter en tid men blev då avstängd. Han skrev senare en memoarbok om Romilly och Jasper Ridley (1913-44) med titeln Friends Apart. Genom Romilly träffade Toynbee Jessica Mitford, som blev en nära vän efter att Esmond dött i andra världskriget. Han påverkades också av bokhandelsägare och skulle komma att uppmuntra den unge radikale David Archer, som han träffade genom David Gascoyne.
På Christ Church, Oxford, i slutet av 1930-talet blev Toynbee den första kommunistiske ordföranden i Oxford Union, på höjden av sin skenbara framgång och sociala acceptans. Han besökte Spanien i slutet av 1936, i början av det spanska inbördeskriget, med en delegation av studenter och sades ha blivit misshandlad av Mosleys Black vid ett fascistiskt möte.
Efter ett bohemliv i London under 1940-talet arbetade han som utrikeskorrespondent för The Observer och var en av de mer framträdande intellektuella figurerna i brittiskt liv. I en artikel skriven för The Observer 1961, proklamerade han notoriskt en irrelevans hos JRR Tolkiens Sagan om Ringen.
I början till mitten av 1970-talet genomgick Toynbee en personlig kris och gick långsamt in i en period av djup depression. Han hade blivit alltmer bekymrad över ekologiska frågor och detta, tillsammans med hans eget ideologiska temperament, tog honom till det kontroversiella beslutet att initiera ett självförsörjande bondesamhälle. Hans familj och vänner tyckte att detta beslut var galenskap med tanke på hur de levde sitt privatliv och dess rutinbundna natur. Samhället blev snabbt en kommun när Toynbee, hans hustru och deras yngsta dotter flyttade ut i en stor stuga i närheten.
Toynbees depression gjorde honom ibland orörlig och hindrade honom från att njuta av sitt dag till dag liv och arbete, och regelbundenhet i hans bokrecensioner fick ibland avbrytas när han kämpade med depression och behandling han insisterade på att få mot den - mot inrådan av sin läkare - nämligen ECT (elektrokonvulsiv behandling). Han fick till sist klartecken för behandlingen, som han fick i Bristol under sommaren 1977.
De två böcker som följde på Toynbees ECT bestod av journalanteckningar som han beslutat att redigera och skicka iväg för publicering. Dessa kretsade till stor del kring hans sökande efter någon form av andlig innebörd.
Han skrev också experimentella romaner, och distinkta versromaner, varav en var ett epos kallat Pantaloon, ett verk i flera volymer, av vilka endast några publiceras. Han var uppmärksammad för sina försök att återuppliva versberättelser, t. ex. Two Brothers (1964).